# Observatorio del Teide
El Observatorio del Teide, también conocido como Observatorio de Izaña, es un observatorio astronómico situado en el Teide, en el macizo de Izaña, a 2400 m de altitud, en la isla canaria de Tenerife, España. Ha sido operado por el Instituto de Astrofísica de Canarias (IAC) desde su inauguración en 1964, y junto con el Observatorio del Roque de Los Muchachos forman el conjunto observacional del Observatorio Norte Europeo. Es considerado por la Comunidad Científica Internacional como uno de los observatorios más importantes del mundo.

## Historia
Fundado en 1959, en el año 1964 fue instalado el primer telescopio profesional en el lugar. Inicialmente ligado exclusivamente a la Universidad de La Laguna, en 1975 con la creación del IAC pasa a depender de este organismo y a internacionalizarse en 1979 con la firma de los tratados de cooperación entre varios países. En 1985 tuvo lugar la inauguración oficial de las instalaciones del IAC, entre ellas la del Observatorio del Teide. En esos años y posteriores se instalaron diversos telescopios de varios países como el IAC-80 (1991), primer telescopio desarrollado y fabricado completamente en España en los laboratorios del IAC en La Laguna.
Este observatorio se usa principalmente para el estudio de Sol, aunque también se le han dado otros usos.
La calidad del cielo de Canarias y sobre todo de Tenerife hace del Observatorio del Teide uno de los mejores enclaves del mundo para estudiar el Universo. La calidad de imagen es excelente y las condiciones climatológicas y geográficas son idóneas para la observación astronómica, porque se forma una capa de nubes debajo del observatorio y así se evitan las molestias por la contaminación lumínica. Actualmente, el Observatorio del Teide en Tenerife, el Observatorio del Roque de los Muchachos (La Palma), los observatorios de Mauna Kea y Haleakala (Hawái) y La Silla y Paranal (Chile), constituyen los observatorios de referencia para la instalación de futuros telescopios.

## Clima
El clima del observatorio está determinado principalmente por el factor altitud, de unos 2400 m, y también por la latitud cercana al trópico. De acuerdo a la clasificación climática de Köppen, el clima del observatorio del Teide es de tipo Csb (mediterráneo de veranos suaves).
La temperatura media en la estación de Izaña es de 10,2 °C. Los inviernos son fríos con medias de 4,3 °C en enero, con heladas frecuentes y con unas 10 nevadas al año. Los veranos son suaves, con una media de 18,5 °C en julio y máximas de 23 °C. Así, la amplitud térmica anual de 14,2 °C es alta en comparación con las zonas de menor altitud de Tenerife. La oscilación térmica diaria se sitúa en 7,7 °C.
La precipitación anual se sitúa algo por debajo de los 400 mm, concentrándose la mayor parte de la precipitación entre octubre y marzo, y con un verano muy seco con precipitaciones casi nulas en junio y julio. Como consecuencia de la altitud, el clima en la zona de la estación es extremadamente seco durante la mayor parte del año, con una humedad media anual del 44 % y bajando al 25 % de media en julio; esto junto al aire limpio procedente de los niveles superiores de la troposfera hace que el emplazamiento sea de un gran interés científico. La insolación es muy alta, especialmente durante el verano, registrándose los valores de insolación anual más altos de toda España con unas 3472 horas/año. La estación se sitúa a 2400 m sobre el nivel del mar, en la troposfera libre, por encima de la capa de inversión cuasi-permanente. La inversión separa la capa límite húmeda marina de la troposfera libre y produce el típico mar de nubes que puede verse en las costas de las islas (normalmente del norte).
A continuación se muestra una tabla con los valores climatológicos en el periodo de referencia 1981-2010 del observatorio de la AEMET en Izaña, a 2371 m s. n. m. Nótese que los valores extremos están tomados también en el periodo 1981-2010.
| Parámetros climáticos promedio de Observatorio del Teide ( 2369 m s. n. m. ) (Periodo de referencia: 1991-2020, extremos: 1920-presente) | Parámetros climáticos promedio de Observatorio del Teide ( 2369 m s. n. m. ) (Periodo de referencia: 1991-2020, extremos: 1920-presente) | Parámetros climáticos promedio de Observatorio del Teide ( 2369 m s. n. m. ) (Periodo de referencia: 1991-2020, extremos: 1920-presente) | Parámetros climáticos promedio de Observatorio del Teide ( 2369 m s. n. m. ) (Periodo de referencia: 1991-2020, extremos: 1920-presente) | Parámetros climáticos promedio de Observatorio del Teide ( 2369 m s. n. m. ) (Periodo de referencia: 1991-2020, extremos: 1920-presente) | Parámetros climáticos promedio de Observatorio del Teide ( 2369 m s. n. m. ) (Periodo de referencia: 1991-2020, extremos: 1920-presente) | Parámetros climáticos promedio de Observatorio del Teide ( 2369 m s. n. m. ) (Periodo de referencia: 1991-2020, extremos: 1920-presente) | Parámetros climáticos promedio de Observatorio del Teide ( 2369 m s. n. m. ) (Periodo de referencia: 1991-2020, extremos: 1920-presente) | Parámetros climáticos promedio de Observatorio del Teide ( 2369 m s. n. m. ) (Periodo de referencia: 1991-2020, extremos: 1920-presente) | Parámetros climáticos promedio de Observatorio del Teide ( 2369 m s. n. m. ) (Periodo de referencia: 1991-2020, extremos: 1920-presente) | Parámetros climáticos promedio de Observatorio del Teide ( 2369 m s. n. m. ) (Periodo de referencia: 1991-2020, extremos: 1920-presente) | Parámetros climáticos promedio de Observatorio del Teide ( 2369 m s. n. m. ) (Periodo de referencia: 1991-2020, extremos: 1920-presente) | Parámetros climáticos promedio de Observatorio del Teide ( 2369 m s. n. m. ) (Periodo de referencia: 1991-2020, extremos: 1920-presente) | Parámetros climáticos promedio de Observatorio del Teide ( 2369 m s. n. m. ) (Periodo de referencia: 1991-2020, extremos: 1920-presente) |
| Mes | Ene. | Feb. | Mar. | Abr. | May. | Jun. | Jul. | Ago. | Sep. | Oct. | Nov. | Dic. | Anual |
| --- | --- | --- | --- | --- | --- | --- | --- | --- | --- | --- | --- | --- | --- |
| Temp. máx. abs. (°C) | 18.3 | 19.9 | 22.0 | 23.0 | 26.0 | 27.7 | 30.4 | 29.6 | 27.2 | 24.6 | 20.8 | 20.1 | 30.4 |
| Temp. máx. media (°C) | 8.0 | 8.0 | 10.2 | 12.3 | 15.0 | 19.0 | 23.0 | 22.5 | 18.7 | 14.6 | 11.0 | 9.1 | 14.3 |
| Temp. media (°C) | 4.7 | 4.7 | 6.5 | 8.2 | 10.8 | 14.6 | 18.5 | 18.3 | 14.7 | 11.0 | 7.7 | 5.9 | 10.5 |
| Temp. mín. media (°C) | 1.4 | 1.2 | 2.7 | 4.0 | 6.5 | 10.2 | 14.1 | 14.0 | 10.7 | 7.3 | 4.4 | 2.7 | 6.6 |
| Temp. mín. abs. (°C) | -8.0 | -9.8 | -9.1 | -8.2 | -5.1 | -1.4 | -0.2 | 1.2 | 0.0 | -1.9 | -5.0 | -6.8 | -9.8 |
| Precipitación total (mm) | 55.6 | 49.7 | 44.0 | 18.8 | 3.8 | 0.5 | 0.0 | 9.5 | 5.6 | 33.1 | 50.6 | 60.3 | 331.6 |
| Días de precipitaciones (≥ 1 mm) | 4.5 | 3.8 | 3.7 | 2.1 | 0.7 | 0.1 | 0.0 | 0.8 | 1.0 | 3.5 | 4.6 | 5.1 | 30.2 |
| Días de nevadas (≥ 0.01 mm) | 2.5 | 2.9 | 2.7 | 0.6 | 0.1 | 0.0 | 0.0 | 0.0 | 0.0 | 0.2 | 0.6 | 1.4 | 11.1 |
| Horas de sol | 239 | 240 | 288 | 318 | 375 | 396 | 397 | 369 | 312 | 267 | 228 | 226 | 3653 |
| Humedad relativa (%) | 46 | 50 | 45 | 43 | 35 | 28 | 22 | 28 | 41 | 54 | 54 | 49 | 41 |
| Fuente: Agencia Estatal de Meteorología                                                                                                  | | | | | | | | | | | | | |

A continuación se muestran algunos valores extremos registrados en la estación meteorológica de la AEMET de Izaña considerados a partir de 1920 para la temperatura y precipitación y a partir de 1938 para el viento. La temperatura máxima absoluta es de 30,4 °C registrada el 19 de julio de 1995 y la temperatura mínima absoluta de -9,8 °C registrada el 26 de febrero de 1971. El récord de precipitación máxima en un día es de 360 mm el 11 de noviembre de 1950 y la máxima racha de viento de 248 km/h registrada el 28 de noviembre de 2008.

## Instalaciones

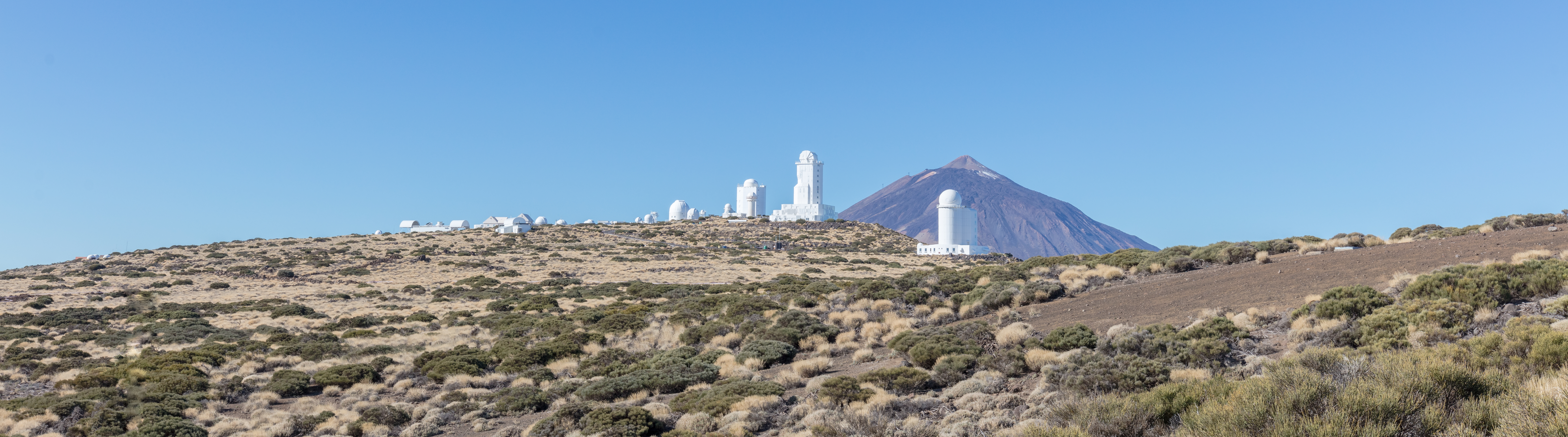
Vista general del complejo con el Teide al fondo.

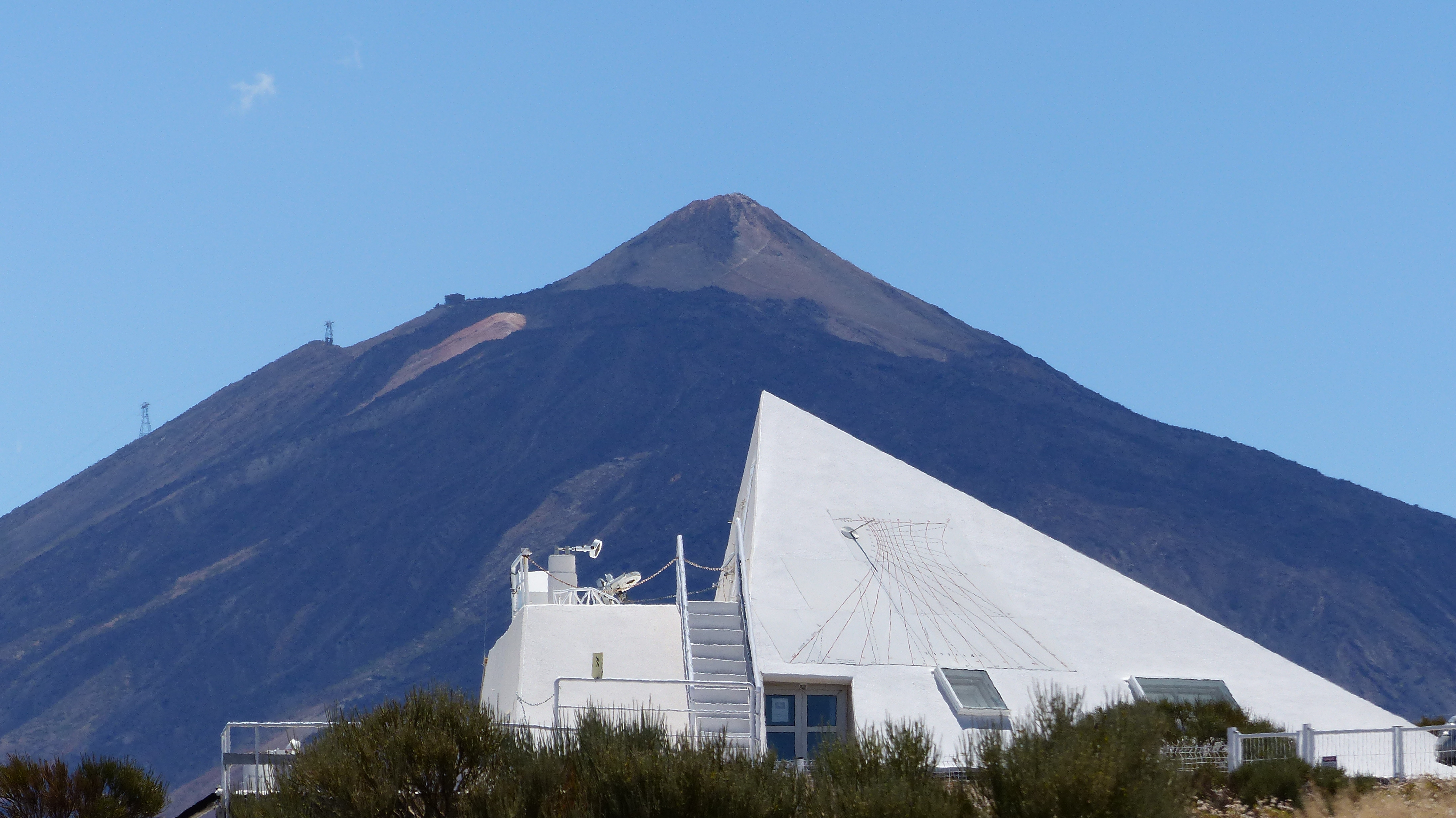
Pirámide solar y Teide.

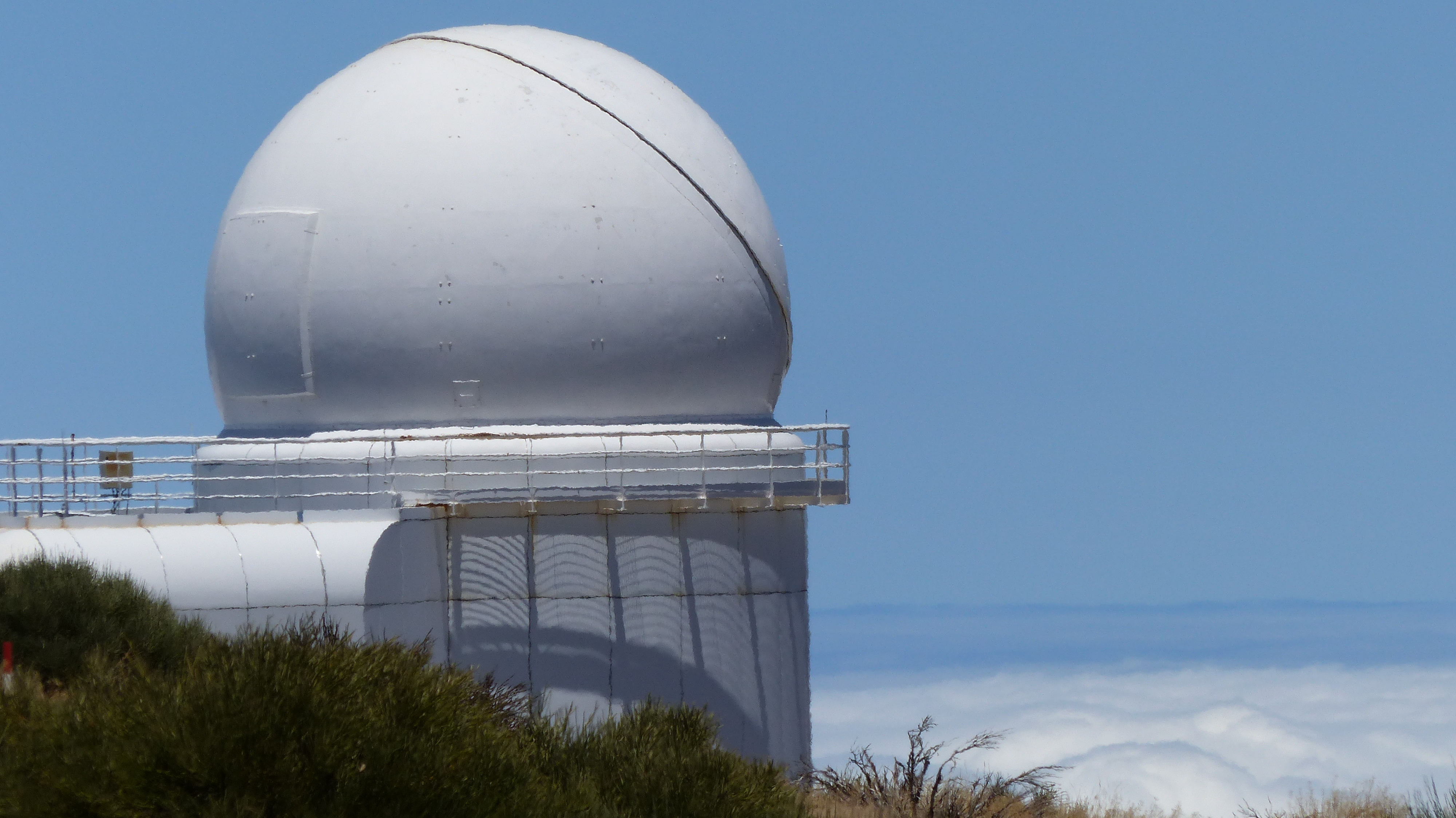
Observatorio THEMIS.

El observatorio cuenta con un Centro de Visitantes para la divulgación científica y con una residencia para el personal científico y técnico.

### Telescopios

#### Los Telescopios solares
- Telescopio solar de Torre al Vacío (VTT): permite estudiar las características de la atmósfera solar. El diámetro del espejo primario es de 7 dm. Pertenece al Instituto Kiepenheuer de Física Solar de Friburgo de Brisgovia. Instalado en 1989.
- Telescopio solar THEMIS: telescopio Heliográfico para el Estudio del Magnetismo y de las Inestabilidades Solares. Instalado en 1996 tiene 9 dm de diámetro y se utiliza para medir la intensidad y la dirección del campo magnético del sol. Es una colaboración entre Italia y Francia.
- Telescopio solar Gregor: de 15 dm de diámetro; estudia el campo magnético en la atmósfera solar. Pertenece a un consorcio de Alemania. Aún no está en funcionamiento.

#### Telescopios nocturnos
- Telescopio IAC-80: instalado en 1991 fue desarrollado y construido enteramente por el IAC. Con 83 cm de diámetro con él se descubrió Teide 1, la primera enana marrón conocida.
- Telescopio infrarrojo Carlos Sánchez (TCS): de 155 cm de diámetro y su propietario es el IAC desde 1982 (instalado en 1972 por el Reino Unido). Está dedicado a la observación en el rango infrarrojo.
- Telescopio reflector Mons: tiene 60 cm de diámetro, propiedad de la Universidad de Mons (Bélgica), con él se realizan trabajos fotográficos y de fotometría de estrellas variables. Año de instalación: 1972.
- Telescopio OGS: Estación Óptica Terrestre. Propiedad de la Agencia Espacial Europea (ESA - European Space Agency). Utilizado para la comunicación de satélites fue instalado en 1998 y tiene 1 m de diámetro.
- Telescopio STARE: Astrofísica estelar & investigación de Exoplanets. 10 cm de diámetro.
- Telescopio robótico Bradford: entró en funcionamiento en 2006.
- Telescopios robóticos (STELLA I y STELLA II): STELLA (abreviación de STELLar Activity) es un conjunto de dos telescopios robóticos de 120 cm de diámetro. STELLA es un proyecto del Astrophysical Institute Potsdam (AIP) con la colaboración del IAC. 2006.
- SLOOH: propiedad de Slooh.com (Estados Unidos) forma parte de una red de telescopios gobernados por control remoto. 2004.
- Two-meter Twin Telescope (TTT): telescopios robóticos de 80 cm TTT1 y TTT2 y de 2 m TTT3 y TTT4. TTT es un proyecto de Light Bridges con la colaboración del IAC.(España). 2022.

### Laboratorio solar
Es un conjunto de instrumentos dedicados a la obtención de datos del interior del Sol. Recoge 7 instrumentos o proyectos de instituciones de Reino Unido, Estados Unidos, Francia y Taiwán además de la ESA y el IAC. Entre esos instrumentos están: espectrofotómetros (MARK-I, IRIS-T, ECHO), el fotómetro de alta resolución TON y el Tacómetro de Fourier GONG.

### Fondo Cósmico de Microondas
La radiación de fondo de microondas es la radiación más antigua que se puede observar en el universo y contiene información sobre el origen de los objetos que en él se encuentran. Para su estudio el OT cuenta con un interferómetro de 33 GHz, radiotelescopios COSMO10 y 15 y una red interferométrica VSA (Very Small Array). En 1994, gracias al Experimento de Tenerife, se descubrieron las cosmosomas, que son el origen de las macroestructuras del universo actual.